# Washita megye
Washita megye az Amerikai Egyesült Államokban, azon belül Oklahoma államban található. Megyeszékhelye és legnagyobb városa New Cordell. Lakosainak száma 10 924 fő (2020. április 1.). Washita megye Custer, Kiowa, Caddo és Beckham megyékkel határos.

## Népesség
A megye népességének változása:
| Lakosok száma | 11 594 | 11 591 | 11 629 | 11 678 | 11 661 | 10 924 |
|               | 2010   | 2011   | 2012   | 2013   | 2015   | 2020   |